# آب بيدمازة كره (مقاطعة تشرام)
آب‌بيدمازة كره (بالفارسية: آب‌بیدمازه کره) هي قرية تقع في قسم سرفارياب الريفي (مقاطعة تشرام) في إيران. يقدر عدد سكانها بـ 29 نسمة .